# Campeonato Mundial de Natação em Piscina Curta de 2022 - 4x100 m livre masculino
A prova dos 4x100 metros nado livre masculino do Campeonato Mundial de Natação em Piscina Curta de 2022 foi disputada no dia 13 de dezembro de 2022, no Melbourne Sports and Aquatics Centre, em Melbourne, na Austrália.

## Recordes
Antes desta competição, os recordes mundiais e do campeonato nesta prova eram os seguintes:
|                       | Nacionalidade  | Tempo   | Local    | Data                   |
| --------------------- | -------------- | ------- | -------- | ---------------------- |
| Recorde mundial       | Estados Unidos | 3:03.03 | Hangzhou | 11 de dezembro de 2018 |
| Recorde do campeonato | Estados Unidos | 3:03.03 | Hangzhou | 11 de dezembro de 2018 |

Os seguintes recordes mundiais ou do campeonato foram estabelecidos durante esta competição:
| Data           | Evento | Nome                                                                                                | Nacionalidade | Tempo   | Notas |
| -------------- | ------ | --------------------------------------------------------------------------------------------------- | ------------- | ------- | ----- |
| 13 de dezembro | Final  | Alessandro Miressi (46.15) Paolo Conte Bonin (45.93) Leonardo Deplano (45.54) Thomas Ceccon (45.13) | Itália        | 3:02.75 | ,     |

## Medalhistas
| Ouro                                                                                                 | Prata                                                                                         | Bronze |
| Itália · Alessandro Miressi · Paolo Conte Bonin · Leonardo Deplano · Thomas Ceccon · Manuel Frigo[a] | Austrália · Flynn Southam · Matthew Temple · Thomas Neill · Kyle Chalmers · Shaun Champion[a] | Estados Unidos · Drew Kibler · Shaine Casas · Carson Foster · Kieran Smith · David Curtiss[a] · Trenton Julian[a] |

a  Nadadores que participaram apenas nas eliminatórias e receberam medalhas.

## Cronograma
Todos os horários são locais (UTC+11). 
| Data           | Hora  | Evento        |
| -------------- | ----- | ------------- |
| 13 de dezembro | 13:26 | Eliminatórias |
| 13 de dezembro | 21:32 | Final         |

## Resultados

### Eliminatórias
As eliminatórias ocorreram no dia 13 de dezembro com início às 13:26.
| Colocação | Bateria | Raia | Nacionalidade  | Nadadores                                                                                          | Tempo   | Notas            |
| --------- | ------- | ---- | -------------- | -------------------------------------------------------------------------------------------------- | ------- | ---------------- |
| 1         | 2       | 4    | Itália         | Alessandro Miressi (46.08) Leonardo Deplano (46.19) Manuel Frigo (46.51) Paolo Conte Bonin (45.68) | 3:04.46 | Q                |
| 2         | 1       | 5    | Brasil         | Gabriel Santos (47.31) Breno Correia (45.96) Lucas Peixoto (46.76) Pedro Spajari (46.79)           | 3:06.82 | Q                |
| 3         | 1       | 4    | Estados Unidos | David Curtiss (48.07) Drew Kibler (45.91) Trenton Julian (46.77) Kieran Smith (46.08)              | 3:06.83 | Q                |
| 4         | 1       | 3    | Austrália      | Thomas Neill (47.00) Flynn Southam (46.55) Shaun Champion (47.49) Matthew Temple (45.98)           | 3:07.02 | Q                |
| 5         | 1       | 6    | Espanha        | Sergio de Celis (46.71) Luis Domínguez (46.37) Mario Mollà (46.69) Carles Coll (47.98)             | 3:07.75 | Q,               |
| 6         | 2       | 5    | Países Baixos  | Stan Pijnenburg (47.24) Kenzo Simons (47.31) Caspar Corbeau (46.52) Luc Kroon (47.51)              | 3:08.58 | Q                |
| 7         | 2       | 6    | Canadá         | Ruslan Gaziev (47.32) Ilya Kharun (47.34) Yuri Kisil (46.57) Finlay Knox (47.57)                   | 3:08.80 | Q                |
| 8         | 2       | 2    | Japão          | Katsuhiro Matsumoto (47.90) Katsumi Nakamura (46.77) Masahiro Kawane (46.95) Hidenari Mano (47.63) | 3:09.25 | Q                |
| 9         | 1       | 7    | Nova Zelândia  | Cameron Gray (47.93) Carter Swift (46.92) Zac Dell (47.59) George Williams (48.53)                 | 3:10.97 | Recorde nacional |
| 10        | 2       | 1    | Bulgária       | Deniel Nankov (47.81) Josif Miladinov (48.16) Antani Ivanov (48.14) Kaloyan Bratanov (48.04)       | 3:12.15 | Recorde nacional |
| 11        | 1       | 2    | Hong Kong      | Cheuk Ming Ho (48.71) Ian Ho (47.95) Ng Yan Kin (50.17) Ng Cheuk Yin (47.84)                       | 3:14.67 | Recorde nacional |
| 12        | 1       | 1    | Taipé Chinesa  | Wang Kuan-hung (48.33) Chuang Mu-lun (48.89) Cai Bing-rong (50.97) Wang Hsing-hao (49.06)          | 3:17.25 |                  |
| 13        | 2       | 7    | África do Sul  | Simon Haddon (48.75) Clayton Jimmie (48.75) Kian Keylock (50.70) Matthew Sates (57.31)             | 3:25.51 |                  |
| 14        | 2       | 3    | China          | | DNS     | DNS              |

### Final
A final foi realizada no dia 13 de dezembro com início às 21:32.
| Colocação         | Raia | Nacionalidade  | Nadadores                                                                                           | Tempo   | Notas              |
| ----------------- | ---- | -------------- | --------------------------------------------------------------------------------------------------- | ------- | ------------------ |
| Medalha de ouro   | 4    | Itália         | Alessandro Miressi (46.15) Paolo Conte Bonin (45.93) Leonardo Deplano (45.54) Thomas Ceccon (45.13) | 3:02.75 | Recorde mundial    |
| Medalha de prata  | 6    | Austrália      | Flynn Southam (47.04) Matthew Temple (46.06) Thomas Neill (46.55) Kyle Chalmers (44.98)             | 3:04.63 | Recorde da Oceania |
| Medalha de bronze | 3    | Estados Unidos | Drew Kibler (46.84) Shaine Casas (45.90) Carson Foster (46.58) Kieran Smith (45.77)                 | 3:05.09 |                    |
| 4                 | 5    | Brasil         | Gabriel Santos (47.04) Breno Correia (46.64) Lucas Peixoto (46.54) Pedro Spajari (46.63)            | 3:06.85 |                    |
| 5                 | 1    | Canadá         | Ruslan Gaziev (47.08) Yuri Kisil (46.41) Javier Acevedo (46.18) Ilya Kharun (47.43)                 | 3:07.10 | Recorde nacional   |
| 6                 | 2    | Espanha        | Sergio de Celis (46.90) Luis Domínguez (46.63) Mario Mollà (46.44 ) Carles Coll (47.22)             | 3:07.19 | Recorde nacional   |
| 7                 | 8    | Japão          | Katsuhiro Matsumoto (46.72) Katsumi Nakamura (46.63) Masahiro Kawane (46.93) Hidenari Mano (47.65)  | 3:07.93 |                    |
| 8                 | 7    | Países Baixos  | Stan Pijnenburg (47.74) Caspar Corbeau (46.75) Nyls Korstanje (46.96) Thom de Boer (47.39)          | 3:08.84 |                    |

Legenda
| Recorde mundial       | Recorde mundial (World record)               |                       | Recorde africano                      | Recorde africano (African) |                                           | Q | Classificado por posição (Qualified) |
| Recorde do campeonato | Recorde do campeonato (Championship record)  | Recorde da América    | Recorde da América (Americas)         | q                          | Classificado por melhor tempo (Qualified) |   |                                      |
| Melhor marca do ano   | Melhor marca do ano (World leading)          | Recorde asiático      | Recorde asiático (Asian)              | DNS                        | Não largou (Did not start)                |   |                                      |
| Recorde nacional      | Recorde nacional (National record)           | Recorde europeu       | Recorde europeu (European)            | DNF                        | Não terminou (Did not finish)             |   |                                      |
| Recorde pessoal       | Recorde pessoal do atleta (Personal best)    | Recorde da Oceania    | Recorde da Oceania (Oceania)          | DSQ / DQ                   | Desclassificado (Disqualified)            |   |                                      |
| Recorde da temporada  | Recorde da temporada do atleta (Season best) | Recorde sul-americano | Recorde sul-americano (South America) | NM                         | Sem marca (No mark)                       |   |                                      |